# Jezus, Syn jedyny Ojca

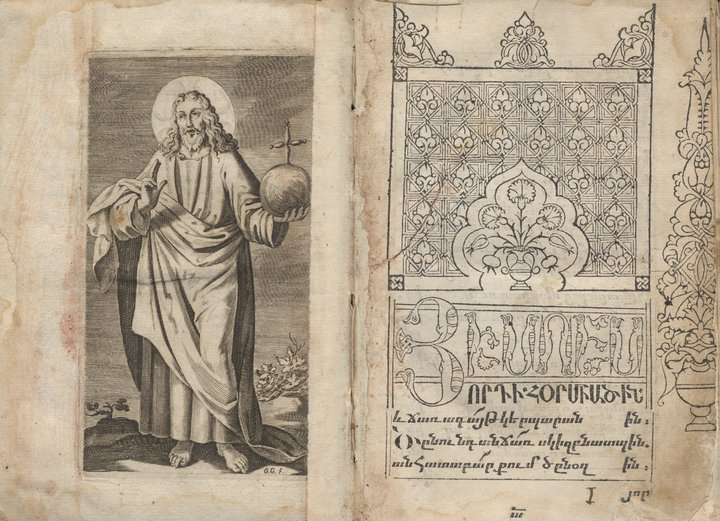
Strona z wydania amsterdamskiego z 1661

Jezus, Syn jedyny Ojca – poemat teologiczny średniowiecznego ormiańskiego duchownego i poety, katolikosa (patriarchy) Nersesa IV Šnorhalego, zwanego Wdzięcznym, znanego jako pioniera ekumenizmu. Poemat składa się z trzech ksiąg i ogółem liczy dwa tysiące dystychów.
Utwór jest jednym z niewielu zabytków dawnej literatury ormiańskiej przełożonych na język polski. Całość poematu przełożył ks. Marek Starowieyski, a fragmenty Jerzy Litwiniuk.